# 남포마을 천제 및 지제
남포마을 천제 및 지제는 대한민국 전라남도 강진군 강진읍 남포리 남포마을에서 행해지는 제사의식이다. 2013년 9월 25일 강진군의 향토문화유산 제57호로 지정되었다.

## 개요
음력 정월 14일 밤 7시부터 12시 사이에 행해지는 마을제이다. 천제는 마을 서쪽 강변(토석제단)에서 생고기를 올려 지내고, 지제는 마을회관에서 익은 고기를 올려 제사 지낸다. 1838년에 작성된 ‘서리동중대동계완약’이 남아 있다.(마을계책, 마을계 운용목적, 별신제와 여제 축문 수록)